# 230691 Van Vogt
230691 Van Vogt è un asteroide della fascia principale. Scoperto nel 2003, presenta un'orbita caratterizzata da un semiasse maggiore pari a 3,0579865 UA e da un'eccentricità di 0,0688597, inclinata di 0,43372° rispetto all'eclittica.